# Хюсеїн Авні Акер (стадіон)
«Хюсеїн Авні Акер Стадіум» (тур. Hüseyin Avni Aker Stadyumu) — багатофункціональний стадіон у місті Трабзон, Туреччина, у минулому домашня арена ФК «Трабзонспор». Нині не експлуатується.
Стадіон побудований та відкритий 1951 року потужністю 2 400 глядачів. У 1981 році розширений, в результаті чого місткість збільшено на 1 994 місця. Над основною трибуною споруджено дах та встановлено систему освітлення. Частково арена була реконструйована у 1967, 1994 та 2005 роках.
2008 року потужність збільшено на 1200 глядачів. В результаті реконструкції 2010 року потужність арени становить 24 169 глядачів.
Стадіону присвоєно ім'я відомого турецького діяча фізкультури та спорту Хюсеїна Авні Акера, який був уродженцем Трабзона. 
26 січня 2017 року, після відкриття у кінці 2016 року нової домашньої арени «Трабзонспора» «Медікал Парк Стадіум», «Хюсеїн Авні Акер Стадіум» був закритий та знятий з експлуатації. 